# با خونسردی بکش
با خونسردی بکش (به انگلیسی: Catch Hell) همچنین با عنوان ربوده شده نیز شناخته می‌شود، یک فیلم دلهره‌آور آمریکایی محصول سال ۲۰۱۴ به نویسندگی، کارگردانی و بازی رایان فیلیپ است. این تنها فیلم غیر ترسناک از کمپانی تویستد پیکچرز است.

## داستان
ریگان پیرس، بازیگر هالیوودی که در راه رفتن به سر صحنه فیلم جدیدش در لوئیزیانا ربوده و به مکانی متروکه برده می‌شود. آدم ربایان پس از شکنجه او اطلاعات اکانت تویتر او را می‌گیرند و او را تهدید به انتشار اطلاعاتی می‌کند که ممکن است زندگی او را نابود کند. ریگان چگونه می‌تواند از اتفاقات جان سالم به در ببرد و…

## بازخوردها
در جمع‌آوری نقد راتن تومیتوز، این فیلم بر اساس ۶ نقد، با میانگین امتیاز ۳٫۸ از ۱۰ دارای امتیاز تأیید ۰٪ بر اساس ۶ نقد است. در متاکریتیک، فیلم بر اساس ۶ منتقد، میانگین وزنی امتیاز ۴۰ از ۱۰۰ را دارد که نشان‌دهنده «بررسی‌های مختلط یا متوسط» است.